# 海光山大五郎
海光山 大五郎（かいこうざん だいごろう、1900年3月16日 - 1954年5月16日）は、徳島県海部郡宍喰町（現海陽町）出身の大相撲力士。本名は小倉 清次（おぐら せいじ）。

## 来歴
1900年3月16日に徳島県海部郡宍喰村（現海陽町）で生まれる。兵役を終え、さらに関東大震災によって帰郷していたことで、1924年5月場所において幕下付出で初土俵を踏んだ。この時で既に24歳と当時としては遅い入門で、1927年10月場所で新十両昇進を果たすが、その後何度も十両と幕下を往復したために出世が遅れ、四股名を「師匠・二所ノ関の現役時代『海山』の名を光らせる」という意味を込めて「海光山 大五郎」と改名（1928年5月場所）したのを挟んで、1932年1月場所（春秋園事件で中止）で新入幕を果たした際には32歳になっていた。
新入幕を果たした場所は春秋園事件によって中止となり、海光山は革新力士団に加入して日本相撲協会を脱退したが、1933年1月場所において幕内格別席で帰参した。その後は、「太鼓腹四天王」と称されるほどの太鼓腹を左四つから生かして寄り切る取り口で幕内中位で活躍、二所ノ関部屋を創設した兄弟子の玉錦三右エ門を支え、横綱土俵入りでは露払いを務めた。
1938年12月4日に玉錦三右エ門が現役のまま亡くなると、張りを失ったのか、1939年1月場所では太刀持ちだった土州山好一郎と共に13戦全敗となって現役を引退、年寄・枝川を襲名すると同時に、二枚鑑札で部屋を継承した玉ノ海梅吉を年寄の立場から助けて後進の指導に当たった。一時期独立して枝川部屋を創立したが、終戦を期に部屋を閉鎖して再び二所ノ関部屋付きの年寄となった。
その後は高田川、放駒と年寄株を変更したが、1953年5月場所限りで廃業、その翌年に死去した。54歳没。

## 主な成績
- 通算幕内成績：69勝82敗 勝率.460
- 幕内在位：13場所（春秋園事件の1932年1月場所は含まない）

### 場所別成績
| 1924年 （大正13年） | x                        | x                | 幕下付出 3–3     | x                 |
| 1925年 （大正14年） | 東幕下31枚目 5–1         | x                | 東幕下9枚目 1–5  | x                 |
| 1926年 （大正15年） | 東幕下23枚目 4–2         | x                | 東幕下16枚目 3–3 | x                 |
| 1927年 （昭和2年） | 東幕下17枚目 4–2         | 東幕下17枚目 5–1 | 西幕下8枚目 2–4  | 東十両9枚目 5–5   |
| 1928年 （昭和3年） | 東幕下17枚目 3–3         | 西十両4枚目 3–8  | 西幕下17枚目 4–2 | 西幕下17枚目 3–3  |
| 1929年 （昭和4年） | 西幕下6枚目 3–3          | 西幕下6枚目 5–1  | 東十両9枚目 6–5  | 東十両9枚目 3–3–5 |
| 1930年 （昭和5年） | 西十両11枚目 5–6         | 西十両11枚目 4–7 | 西幕下6枚目 5–2  | 西幕下6枚目 4–3   |
| 1931年 （昭和6年） | 西十両10枚目 8–3         | 西十両10枚目 6–5 | 西十両3枚目 7–4  | 西十両3枚目 5–6   |
| 1932年 （昭和7年） | 東前頭15枚目 – 脱退      | x                | x                | x                 |
| 1933年 （昭和8年） | 前頭 8–3                 | x                | 西前頭12枚目 6–5 | x                 |
| 1934年 （昭和9年） | 東前頭9枚目 8–3          | x                | 西前頭2枚目 2–9  | x                 |
| 1935年 （昭和10年） | 東前頭9枚目 6–5          | x                | 西前頭8枚目 6–5  | x                 |
| 1936年 （昭和11年） | 東前頭7枚目 4–7          | x                | 東前頭13枚目 7–4 | x                 |
| 1937年 （昭和12年） | 東前頭5枚目 6–5          | x                | 西前頭2枚目 4–9  | x                 |
| 1938年 （昭和13年） | 西前頭7枚目 7–6          | x                | 西前頭4枚目 4–9  | x                 |
| 1939年 （昭和14年） | 西前頭10枚目 引退 0–13–0 | x                | x                | x                 |
| 各欄の数字は、「勝ち-負け-休場」を示す。 優勝 引退 休場 十両 幕下 三賞：敢=敢闘賞、殊=殊勲賞、技=技能賞 その他：★=金星 番付階級：幕内 - 十両 - 幕下 - 三段目 - 序二段 - 序ノ口 幕内序列：横綱 - 大関 - 関脇 - 小結 - 前頭（「#数字」は各位内の序列） |                          |                  |                  |                   |

## 幕内対戦成績
| 力士名   | 勝数 | 負数 | 力士名   | 勝数 | 負数 | 力士名   | 勝数 | 負数 | 力士名   | 勝数 | 負数 |
| -------- | ---- | ---- | -------- | ---- | ---- | -------- | ---- | ---- | -------- | ---- | ---- |
| 安藝ノ海 | 0    | 1    | 旭川     | 1    | 1    | 綾川     | 4    | 3    | 綾錦     | 1    | 0    |
| 綾昇     | 2    | 3    | 綾若     | 1    | 1    | 一渡     | 0    | 1    | 五ツ嶋   | 3    | 3    |
| 射水川   | 1    | 1    | 岩城山   | 1    | 0    | 大潮     | 0    | 3    | 大浪     | 0    | 1    |
| 加古川   | 2    | 0    | 笠置山   | 2    | 1    | 鹿嶋洋   | 0    | 1    | 桂川     | 0    | 1    |
| 九州山   | 5    | 3    | 錦華山   | 0    | 1    | 古賀ノ浦 | 1    | 0    | 越ノ海   | 0    | 1    |
| 小嶋川   | 0    | 2    | 駒ノ里   | 1    | 2    | 清水川   | 0    | 2    | 鯱ノ里   | 0    | 1    |
| 新海     | 3    | 1    | 神武山   | 0    | 1    | 外ヶ濱   | 1    | 1    | 大邱山   | 2    | 6    |
| 髙登     | 0    | 1    | 太刀若   | 2    | 1    | 楯甲     | 0    | 1    | 筑波嶺   | 2    | 1    |
| 鶴ヶ嶺   | 1    | 0    | 出羽ヶ嶽 | 1    | 0    | 出羽ノ花 | 4    | 4    | 出羽湊   | 1    | 5    |
| 富ノ山   | 0    | 1    | 巴潟     | 2    | 2    | 名寄岩   | 2    | 1    | 能代潟   | 0    | 2    |
| 幡瀬川   | 1    | 0    | 磐石     | 0    | 2    | 番神山   | 1    | 1    | 藤ノ里   | 0    | 2    |
| 双葉山   | 1    | 3    | 防長山   | 2    | 1    | 松前山   | 0    | 1    | 男女ノ川 | 0    | 1    |
| 武藏山   | 0    | 2    | 大和錦   | 0    | 1    | 吉野岩   | 1    | 1    | 吉野山   | 1    | 0    |
| 雷山     | 1    | 0    | 竜王山   | 1    | 1    | 両國     | 5    | 2    | 和歌嶌   | 4    | 4    |

## 四股名変遷
- 八坂濱 清次（やさかはま せいじ）：1924年5月場所 - 1928年3月場所
- 海光山 大吾郎（かいこうざん だいごろう）：1928年5月場所 - 1934年1月場所
- 海光山 大五郎（ - だいごろう）：1934年5月場所 - 1939年1月場所（引退）

## 年寄変遷
- 枝川 大五郎（えだがわ だいごろう）：1939年1月場所 - 1947年11月場所
- 高田川 大五郎（たかだがわ - ）：1947年11月場所 - 1952年1月場所
- 放駒 大五郎（はなれごま - ）：1952年1月場所 - 1953年5月場所（廃業）